# 在ドイツモルディブ大使館
在ドイツモルディブ大使館（ディベヒ語: ޖަރުމަނު ވިލާތުގައި ހުންނަ ދިވެހިރާއްޖޭގެ އެމްބަސީ、ドイツ語: Maledivische Botschaft in Deutschland、英語: Embassy of Maldives in Germany）は、モルディブがドイツの首都ベルリンに設置している大使館である。

## 沿革
1966年7月5日にドイツ連邦共和国（当時の西ドイツかつ現在の統一ドイツ）とモルディブの外交関係が、1970年5月22日にドイツ民主共和国（東ドイツ）とモルディブの外交関係が樹立される。
2011年3月14日、非常駐のイルティシャーム・アーダム大使が初めてドイツの大統領に信任状を捧呈した。
2016年9月28日、モルディブのモハメド・アスィーム外務大臣によりベルリンに大使館が開設された。
2017年3月9日、ベルリン常駐では初となるジャミーラ・アリー・ハーリド大使がヨアヒム・ガウク大統領に信任状を捧呈した。

## 住所
Friedrichstraße 55A 10117 Berlin

## 大使
2019年2月27日より、アハメド・ラティーフが特命全権大使を務めている。